# Cercola
Cercola község (comune) Olaszország Campania régiójában, Nápoly megyében.

## Fekvése
Nápolytól 9 km-re északkeletre, a Vezúv lejtőjén fekszik. Határai: Massa di Somma, Nápoly, Pollena Trocchia, San Sebastiano al Vesuvio és Volla.

## Története
Miután a Vezúv 1872-ben elpusztította Massa di Sommát, a városhoz tartozó kis település, Cercola lett a környék vezető települése az elpusztított város nevével. Csak 1877-ben sikerült a lakosságnak elérnie nevének megváltoztatását. Miután Massa di Somma újjáépült a két települést 1988-ban önállónak nyilvánították. Elsősorban mezőgazdasági jellegű település, de mivel Nápoly vonzáskörzetében van, az ipar egyre nagyobb részét adja a helyi gazdaságnak. 

## Népessége
A népesség számának alakulása:

## Főbb látnivalói
- Villa Buonanno
- Villa Miletto
- Villa Rota
- Madonna dell’Immacolata-templom
- Santa Maria Immacolata-templom
- Santa Maria del Carmine-templom